# Branisko-Tunnel
Der Branisko-Tunnel (slowakisch Tunel Branisko) ist ein einröhriger Tunnel in der Ostslowakei zwischen Levoča und Prešov, auf der Autobahn D1.
Der Tunnel ist 4975 m lang und führt durch das Branisko-Gebirge zwischen den Ortschaften Korytné im Westen und Široké im Osten und ersetzte die Staatsstraße I/18 über den Braniskopass. Der Bau begann im Mai 1997 von beiden Portalen aus mit Anwendung der neuen österreichischen Tunnelbaumethode, nachdem das Graben des Erkundungstunnels bereits seit April 1996 im Gange war; der feierliche Durchschlag erfolgte am 1. Mai 1999. Der Tunnel wurde am 29. Juni 2003 für den Verkehr freigegeben. Die Kosten für den Tunnel beliefen sich auf etwa 8 Mrd. SKK (etwa 265 Mio. Euro).
Derzeit ist der Branisko-Tunnel der längste in der Slowakei und im Halbausbau. Die Fahrbahn ist 7,5 m breit zwischen den Bordsteinen, die lichte Höhe beträgt 4,5 m und es gibt sechs Notbuchten sowie 13 Fluchtwege mit je 360 m, die mit dem Fluchtstollen verbunden sind. Die Höchstgeschwindigkeit beträgt 80 km/h.
Der Bau wurde immer wieder auf Grund der Überteuerung kritisiert: allein bei der Lieferung der technologischen Ausstattung zahlte der Staat 1,9 Mrd. SKK statt der geplanten 700 Mio. SKK. Zusätzlich sollen sich die Manager des damaligen Bauherren Slovenská správa ciest mit Überweisungen auf Schweizer Bankkonten an Staatsaufträgen bereichert haben.